# Zinnwald-Georgenfeld

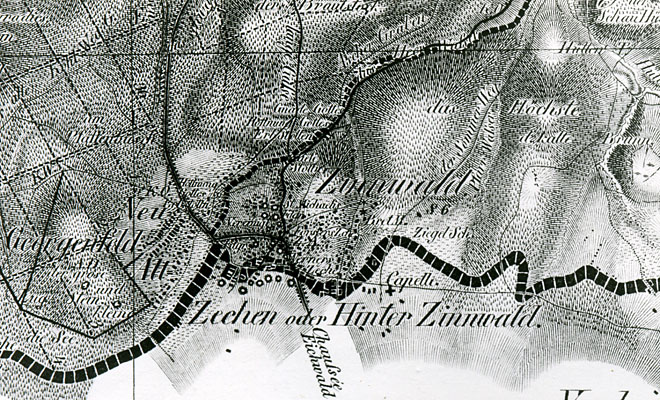
Zinnwald auf der Oberreitschen Karte (1821)

Zinnwald-Georgenfeld ist ein Ortsteil der Stadt Altenberg im Landkreis Sächsische Schweiz-Osterzgebirge und seit 2023 „staatlich anerkannter Erholungsort“.

## Geografie

### Lage
Zinnwald-Georgenfeld liegt unmittelbar an der deutsch-tschechischen Grenze etwa 45 km südlich von Dresden und etwa 4 km südlich von Altenberg. Die auf der Kammhochfläche des Osterzgebirges in 780–880 m ü. NN liegende Streusiedlung ist der höchstgelegene Ort im östlichen Erzgebirge.

### Naturraum und Geologie
|                       | Jan  | Feb  | Mär  | Apr | Mai  | Jun  | Jul  | Aug  | Sep  | Okt | Nov  | Dez  |   |      |
| Mittl. Tagesmax. (°C) | −1,0 | −0,4 | 3,2  | 9,0 | 13,8 | 16,5 | 18,8 | 18,8 | 13,7 | 8,5 | 2,9  | −0,4 | ⌀ | 8,7  |
| Mittl. Tagesmin. (°C) | −5,5 | −5,2 | −2,4 | 1,6 | 5,9  | 8,8  | 11,1 | 11,0 | 7,3  | 3,0 | −1,3 | −4,7 | ⌀ | 2,5  |
|                       |      |      |      |     |      |      |      |      |      |     |      |      |   |      |
| Niederschlag (mm)     | 78   | 64   | 75   | 61  | 87   | 89   | 109  | 129  | 78   | 67  | 86   | 82   | Σ | 1005 |
|                       |      |      |      |     |      |      |      |      |      |     |      |      |   |      |
| Sonnenstunden (h/d)   | 1,4  | 2,5  | 3,5  | 5,4 | 6,6  | 6,4  | 6,8  | 6,7  | 4,8  | 3,2 | 1,2  | 1,3  | ⌀ | 4,2  |

| −5,5 |

| −5,2 |

| −2,4 |

| 1,6 |

| 5,9 |

| 8,8 |

| 11,1 |

| 11,0 |

| 7,3 |

| 3,0 |

| −1,3 |

| −4,7 |

| −5,5 |

| −5,2 |

| −2,4 |

| 1,6 |

| 5,9 |

| 8,8 |

| 11,1 |

| 11,0 |

| 7,3 |

| 3,0 |

| −1,3 |

| −4,7 |

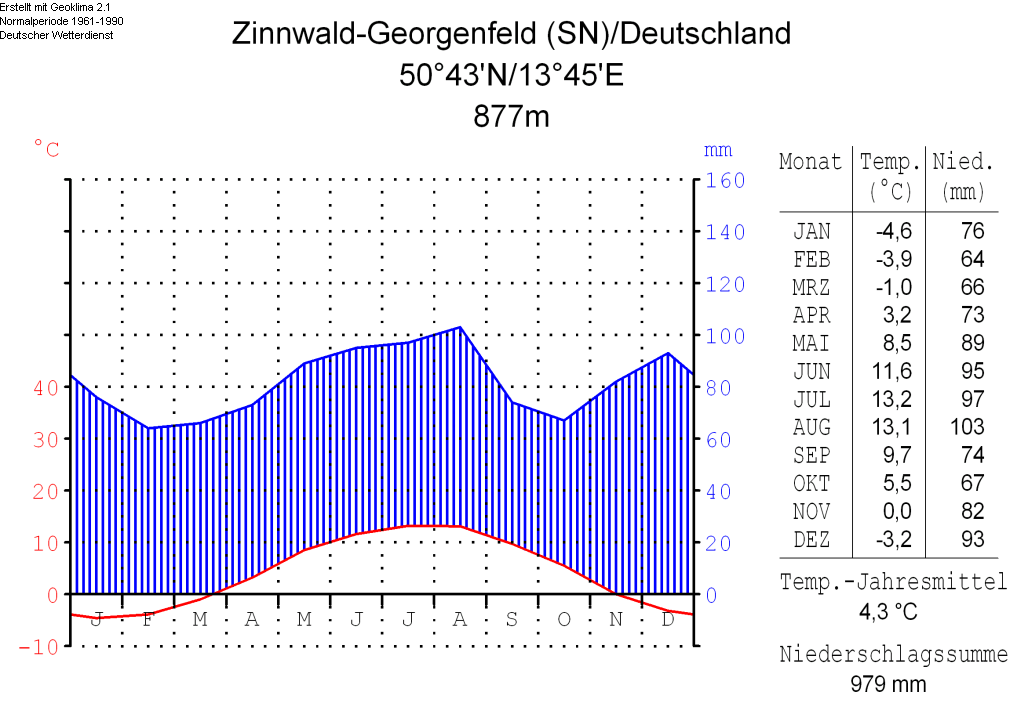
Klimadiagramm von Zinnwald-Georgenfeld

Naturräumlich gehören der Ort und seine nähere Umgebung zur Mittelgebirgslandschaft des oberen Osterzgebirges. Zinnwald-Georgenfeld befindet sich auf einer sich allmählich nach Norden hin abdachenden Hochfläche, deren Formenbild von reliefenergiearmen flachen Mulden und Rücken geprägt ist. Dort herrscht in den Kammlagen um 800–900 m ü. NN ein ausgesprochen raues, kühles und nasses Klima vor. Die Jahresniederschläge erreichen Werte um 1020 mm (Jahresmittel 1951–1980, Jahresmittel 1901–1950: 1100 mm). Davon fällt im Schnitt ca. ein Drittel als Schnee. Die Schneedecke liegt etwa 130 Tage im Jahr, der erste Schnee fällt im Durchschnitt bereits im Oktober, der letzte durchschnittlich im Mai. An der Wetterstation Zinnwald-Georgenfeld wurde vom 12. August, 7 Uhr bis zum 13. August 2002, 7 Uhr mit einem 24-Stundenwert von 312 mm der größte Tageswert der Niederschlagshöhe seit Beginn der routinemäßigen Messungen in Deutschland registriert. Die Jahresmitteltemperatur erreicht Werte um 5,0 °C (Jahresmittel 1981–2010, Jahresmittel 1971–2000: 4,7 °C). Charakteristisch sind auch zahlreiche Nebeltage. Die Vegetationsperiode ist mit 155–175 Tagen sehr kurz.

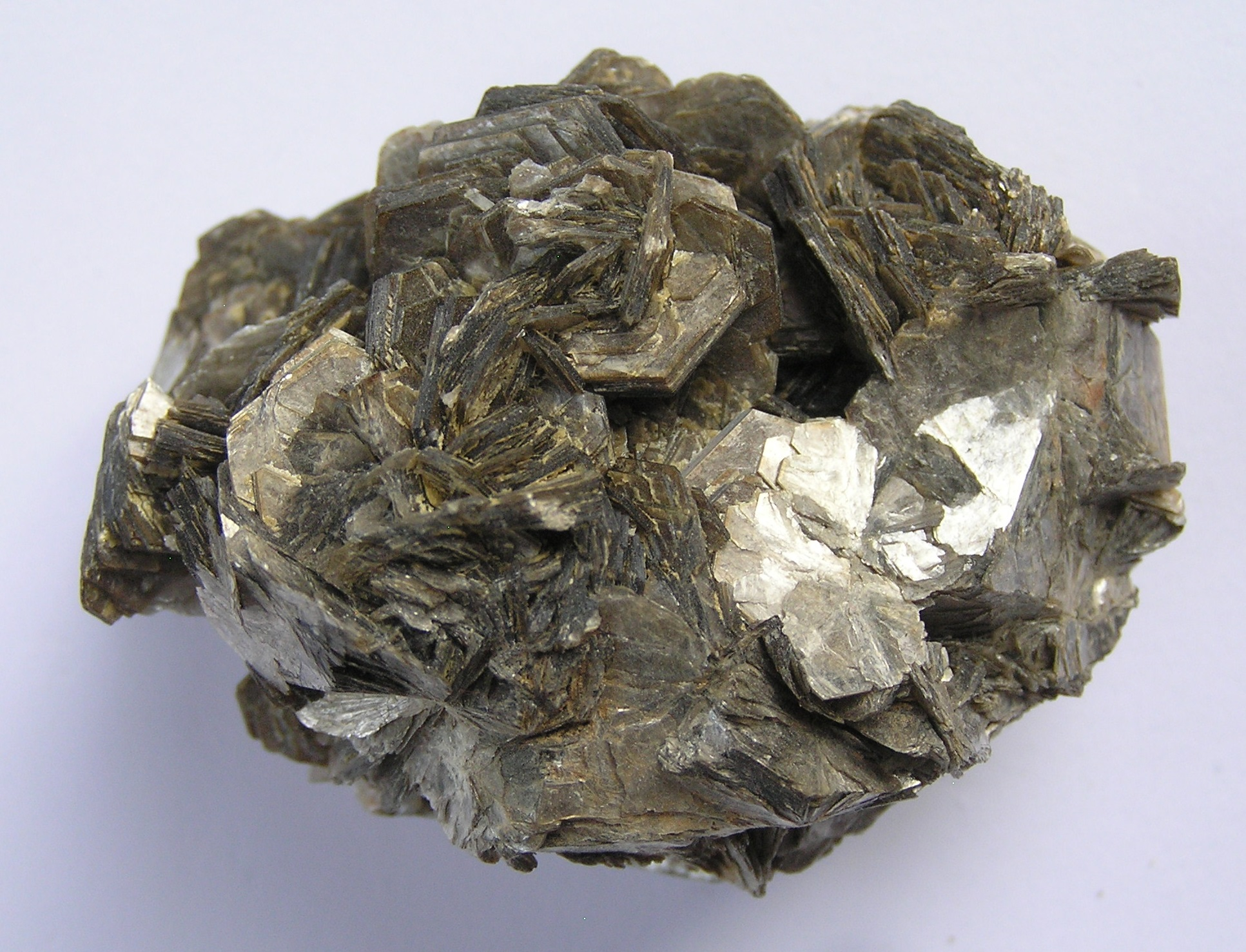
Zinnwaldit aus Zinnwald (Typlokalität)

Die kiesig-steinigen Frostschuttdecken bilden nur wenig ertragreiche Ranker-, Podsol- und Braunpodsolböden aus. Im geologischen Aufbau dominiert im festen Gesteinsuntergrund der für das Erzgebirge typische Gneis. Entlang einer von Dippoldiswalde nach Süden verlaufenden Spalte stieg im Oberkarbon Magma auf, das im Erdinneren zu einem Granitporphyr erstarrte. Aus Restlösungen dieses Magmas wurden im Zuge der Pneumatolyse in Gesteinsklüften vor allem Zinn- und Wolframminerale abgeschieden. Zinnwald ist zudem die Typlokalität des Lithiumminerals Zinnwaldit.

## Geschichte

### Entwicklung der Gemeinde

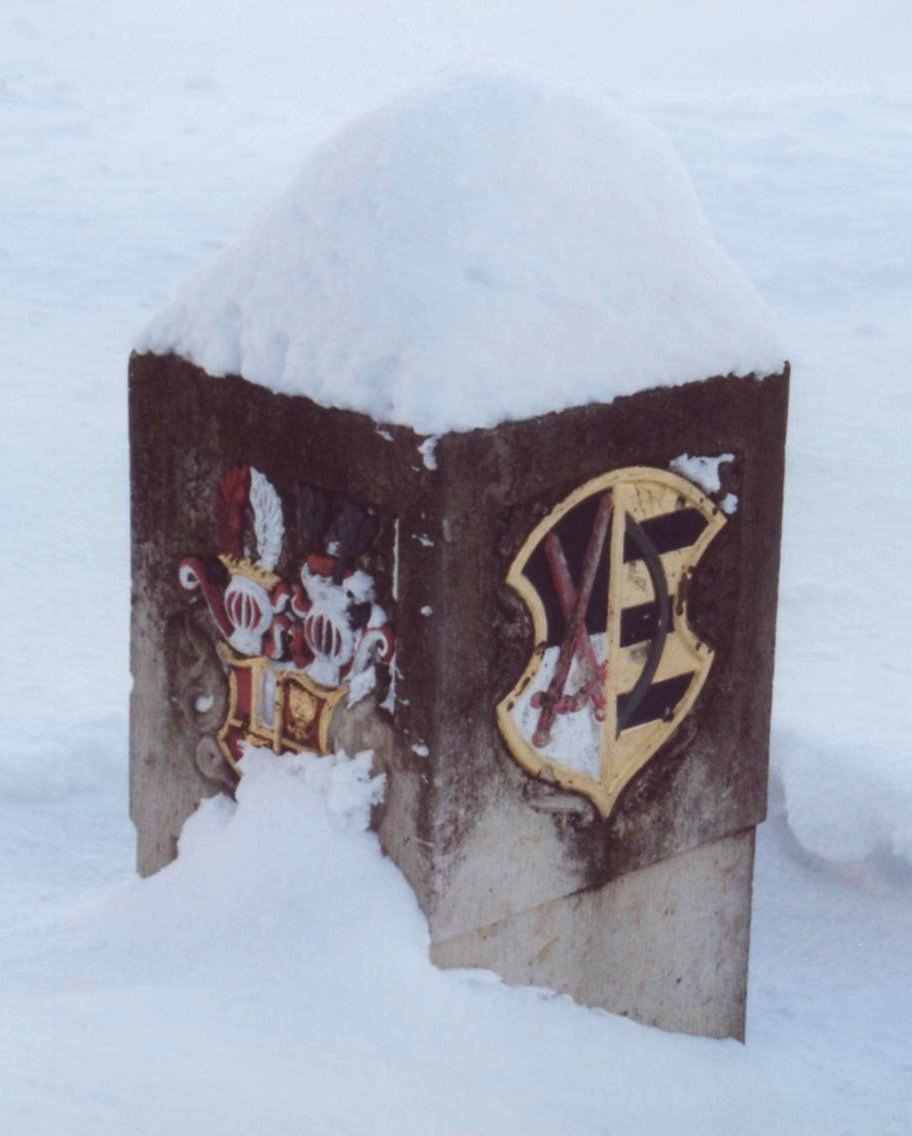
Alter Grenzstein am Huthaus

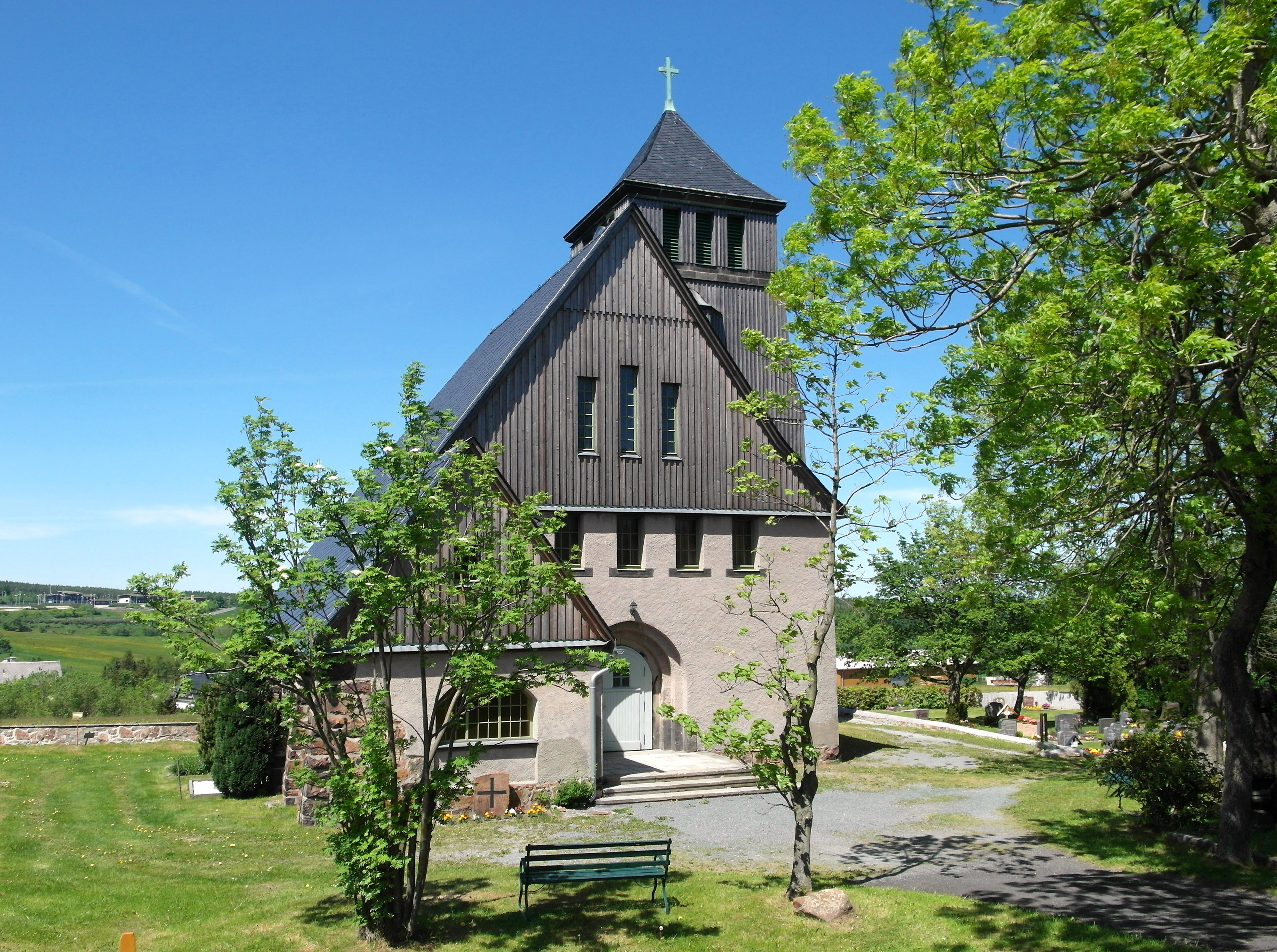
Ev.-Luth. Exulantenkirche Zinnwald-Georgenfeld

Die Gemeinde entstand aus der Zusammenlegung von mehreren bergmännischen Siedlungen, wobei unmittelbar auf tschechischer Seite der zur Stadt Eichwald (Dubí) gehörende Ortsteil Cínovec (Böhmisch Zinnwald) liegt. Cínovec besteht aus den ehemaligen Gemeinden Přední Cínovec (Vorderzinnwald) und Hinterzinnwald. Vorderzinnwald wurde nach 1945 aufgelöst und dem Erdboden gleichgemacht. Es war der älteste Teil von Zinnwald, seine erste bergmännische Besiedlung fiel in das 13. Jahrhundert.
Der genaue Zeitpunkt der Gründung von „Cynwald“ konnte noch nicht ermittelt werden. In einer Chronik der Meißner Markgrafen soll als Gründungsjahr von Zinnwald 1134 genannt sein. Auf der Suche nach weiteren Zinnvorkommen drangen Bergleute von Graupen (Krupka) über Siebengiebel, Raubschloß und Totes Kind in den Zinnwälder Raum vor. Das gesamte Gelände nordwestlich der Stadt Graupen bis Moldau (Moldava) hieß ursprünglich der Zinnwald. 1432 soll es nach unbestätigten Meldungen eine Köhlerhütte in Vorderzinnwald gegeben haben. Seine erste urkundliche Erwähnung fand Zinnwald 1378. Der Ort ist ein typisches Beispiel einer Streusiedlung. Am 25. April 1459, dem Tag von Eger, wurde der Grenzverlauf neu geregelt und Zinnwald wurde meißnisch und damit sächsisch. Der dabei beschlossene Grenzverlauf ist einer der ältesten heute noch gültigen in Mitteleuropa. Seit dieser Zeit gehörte Zinnwald zur Herrschaft Lauenstein, der Familie von Bünau.

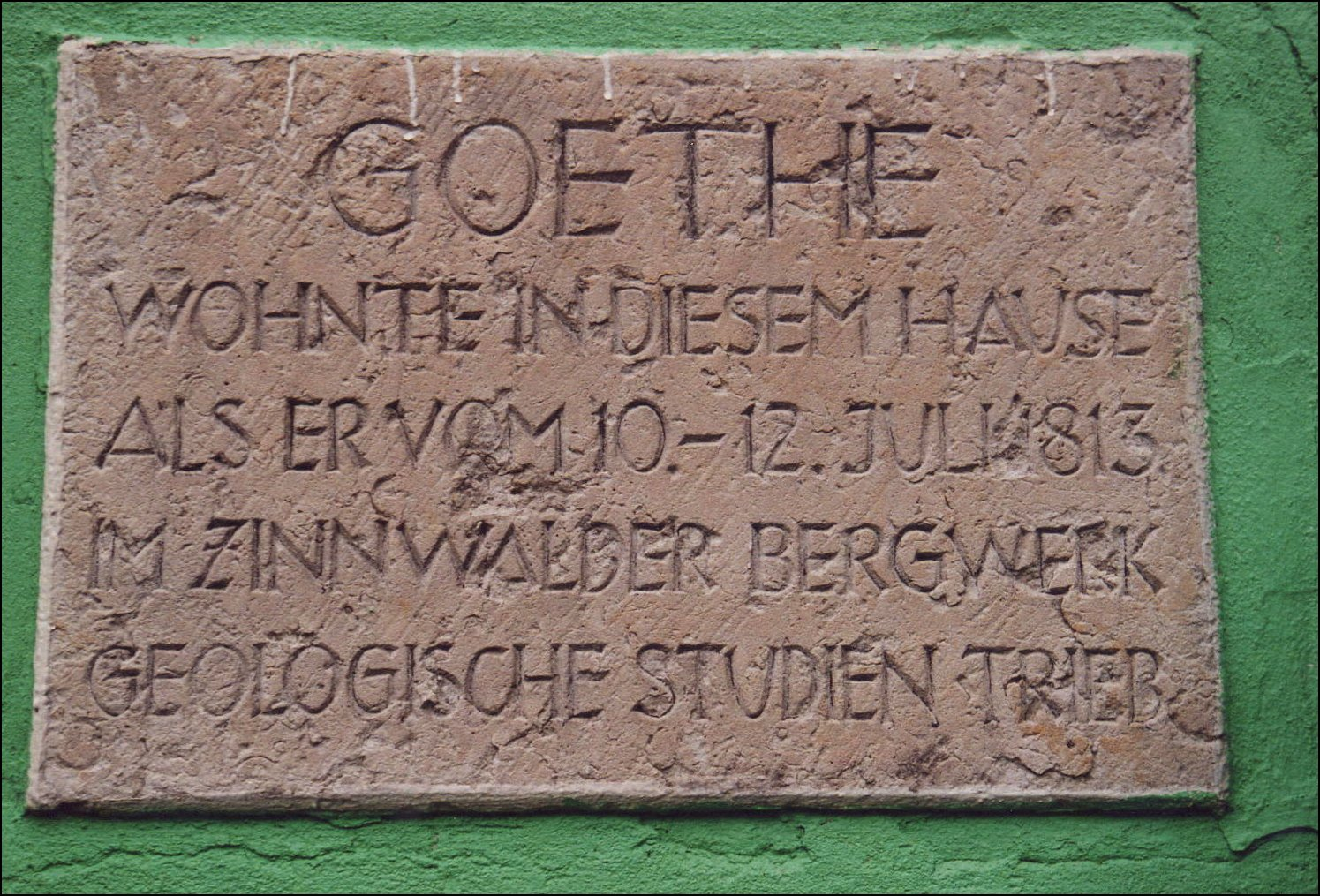
Gedenkplatte an den Goethe-Besuch 1813

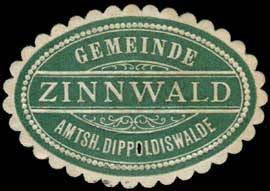
Siegelmarke der Gemeinde Zinnwald

1460 erfolgte die Anlage des Aschergrabens durch den Rosengrund. 1541 wurde der Durchbruch des Erbstollens zur Zeche St. Georg urkundlich belegt, der eine Teufe von 52 m zum ca. 500 m langen Tiefen Bünau-Stolln einbringt. Aus der Türkensteuerliste von 1530 geht hervor, dass 104 Bergknappen im böhmischen Zinnwald arbeiteten. 1544 wurde bereits Torf im Georgenfelder Hochmoor gestochen. 1577 wohnten in Böhmisch Zinnwald bereits 27 Hauswirte, im sächsischen Zinnwald waren 1590 zwei steuerpflichtige Bürger registriert. Im Dreißigjährigen Krieg fielen im Juni 1632 die ersten plündernden kaiserlichen Horden von Graupen aus in das Osterzgebirge ein. Nach dem Krieg waren nur noch sieben Häuser bewohnt. 1639 zogen die schwedischen Truppen plündernd und brandschatzend durch das Erzgebirge. 1640 wurde durch Graupener Bürger die Pest nach Zinnwald eingeschleppt. Kurfürst Johann Georg II. gab 1671 ein neues Siedlungsgelände für die benötigten Bergleute des schnell wachsenden Bergbaus frei. Zunächst wurden sechs Häuser entlang der Grenze errichtet, im Laufe der Zeit verlängerten Siedler die Häuserreihe und so entstand Alt-Georgenfeld im Amt Altenberg.
1728 emigrierten 800 Evangelische aus dem böhmischen in das sächsische Zinnwald. 1731 gab es eine erneute Verfolgungswelle in Böhmen, daraufhin wurde nach einem festen Plan Neu-Georgenfeld angelegt, das ursprünglich Gottgetreu hieß. Am 4. November 1741 durchquerten 300 sächsische Reiter Zinnwald auf dem Weg nach Prag, da sich Sachsen am Österreichischen Erbfolgekrieg beteiligte. Sie lagerten bis zum 9. November 1741 in Zinnwald. 1767 wurden 486 Zentner und 1785 601 Zentner Zinn abgebaut. Am 10. Juni 1809 drangen preußische Husaren aus Böhmen kommend über den Geiersberger Pass in das Erzgebirge ein und trafen auf 10.000 österreichische Soldaten. Vom 4. Juni bis 13. August 1813 bestand Waffenstillstand, den Johann Wolfgang Goethe nutzte, um am 10. Juli 1813 Zinnwald zu besuchen. Er hatte sich zur Kur in Bad Teplitz befunden.
Die sieben Zinnwälder Gruben verbanden sich 1851 zur Gewerkschaft Vereinigt Zwitterfeld zu Zinnwald. Die Zinnausbeute der Gruben war sehr wechselhaft. Um 1900 blühte der Bergbau noch einmal auf, da das geförderte Wolfram für die Stahlveredlung verwendet wurde. Am Ortseingang ist noch die Aufschrift „Stahlbau Becker Berlin“ an einem Haus zu erkennen. Nach dem Ersten Weltkrieg wurde der Bergbau eingestellt, es erfolgte nur noch eine Aufbereitung der Halden.
Nach dem Zweiten Weltkrieg ist die Bevölkerungszahl hauptsächlich durch Vertriebene aus der Tschechoslowakei stark angestiegen. In dem Heimatmuseum in Georgenfeld wird auch dieser Bevölkerungsgruppe gedacht.
Am 1. Juli 1950 wurden Zinnwald und Georgenfeld zusammengeschlossen und am 1. Januar 1994 Zinnwald-Georgenfeld in Altenberg eingemeindet.
Seit 2023 ist Zinnwald-Georgenfeld „staatlich anerkannter Erholungsort“.

### Montanhistorie

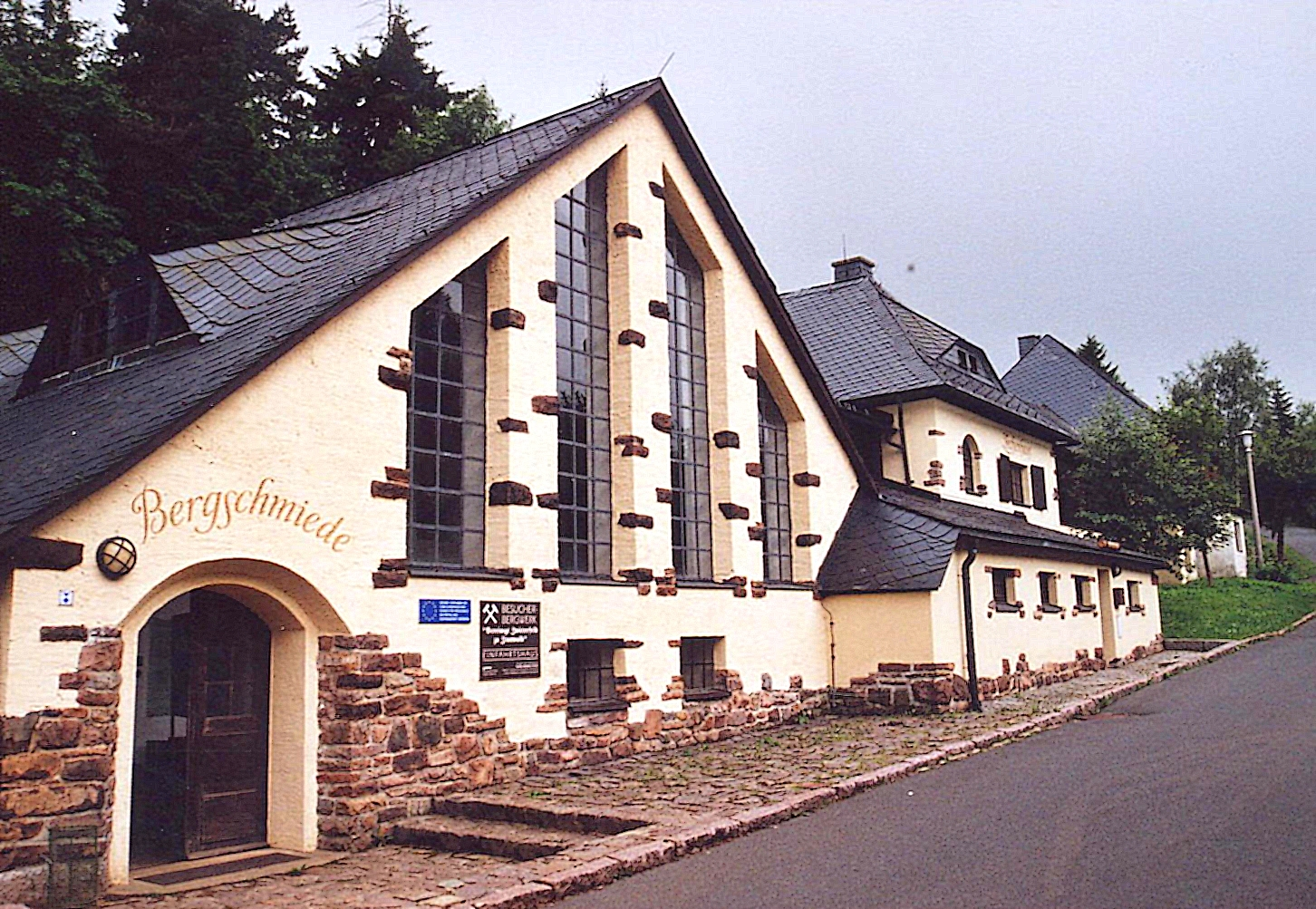
Besucherbergwerk „Vereinigt Zwitterfeld zu Zinnwald“

Der Zinnwalder Zinnerzbergbau ist seit 2019 ein Bestandteil des UNESCO-Welterbe Montanregion Erzgebirge.
Die ergiebigsten Zinnwälder Gruben waren:
- Zu den wunderlich 3 Köpfen
- Der ungläubige Thomas
- Werner Zeche
- Georgen-Stolln
- St. Johannis
- Buchen-Zeche
- Reicher Trost
- Vereinigt Zwitterfeld

### Einwohnerstatistik
In den folgenden Ausführungen beziehen sich die Angaben Zinnwald und Sächsisch-Zinnwald auf das heutige Zinnwald-Georgenfeld.
- 1555: In Böhmisch-Zinnwald (Cínovec) werden 14 Häuser genannt.
- 1575: Visitationsprotokolle geben für den böhmischen und sächsischen Teil von Zinnwald bereits 27 Häuser an. Der Großteil befindet sich allerdings in Böhmisch-Zinnwald (Cínovec), für Sächsisch-Zinnwald werden 1572 und 1612 nur 2 steuerpflichtige Ansässige genannt.
- 1586: Die Oedersche Karte zeigt für Zinnwald nur drei Häuser, darunter wahrscheinlich ein Pochwerk.
- 1623: Zinnwald zählte 10 Hausbesitzer.
- 1667: In Zinnwald befanden sich 12 Häuser.
- 1674: Georgenfeld zählte 6 bewohnte Häuser.
- 1690: In Sächsisch-Zinnwald wohnten 125, in Böhmisch-Zinnwald (Cínovec) 525 Menschen.
- 1701: Georgenfeld hatte 10 bewohnte Häuser.
- 1718: Die Häuserzahl Georgenfelds war auf 20 gestiegen.
- 1748: Zinnwald zählte 59 Häuser, in Georgenfeld befanden sich 1717/31 52 Häuser.
- 1834: In Zinnwald lebten 401 und in Georgenfeld 296 Einwohner.
- 1840: Sächsisch-Zinnwald hatte in 75 Häusern 411 Einwohner, Böhmisch-Zinnwald in 201 Häusern 1149 Einwohner.
- 1843: Zinnwald zählte 80 Häuser.
- 1871: In Zinnwald lebten 358 und in Georgenfeld 284 Einwohner.
- 1890: In Zinnwald lebten 307 und in Georgenfeld 219 Einwohner.
- 1910: In Zinnwald lebten 322 und in Georgenfeld 201 Einwohner.
- 1925: In Zinnwald lebten 364 und in Georgenfeld 217 Einwohner.
- 1939: In Zinnwald lebten 401 und in Georgenfeld 232 Einwohner.
- 1946: In Zinnwald lebten 643 und in Georgenfeld 387 Einwohner.
- 1964: In Zinnwald-Georgenfeld lebten 912 Menschen.
- 1970: In Zinnwald-Georgenfeld lebten 835 Menschen.
- 2006: In Zinnwald-Georgenfeld lebten 585 Menschen.
- 2009: In Zinnwald-Georgenfeld lebten 493 Menschen.
- 2010: In Zinnwald-Georgenfeld lebten 486 Menschen.
- 2011: In Zinnwald-Georgenfeld lebten 470 Menschen.
- 2014: In Zinnwald-Georgenfeld lebten 458 Menschen.
- 2015: In Zinnwald-Georgenfeld lebten 442 Menschen.
- 2017: In Zinnwald-Georgenfeld lebten 430 Menschen.
- 2018: In Zinnwald-Georgenfeld lebten 423 Menschen.
- 2019: In Zinnwald-Georgenfeld lebten 417 Menschen.
- 2020: In Zinnwald-Georgenfeld lebten 399 Menschen.
- 2021: In Zinnwald-Georgenfeld lebten 389 Menschen.[1]
- 2024: In Zinnwald-Georgenfeld lebten 366 Menschen.[6]

## Gedenkstätten
Eine Grabstätte mit Gedenkstein auf dem Friedhof des Ortsteils Zinnwald erinnert an zwei serbische KZ-Häftlinge, die bei einem Todesmarsch von einem Außenlager des KZ Flossenbürg oder des KZ Buchenwald im Frühjahr 1945 von SS-Männern ermordet wurden.
Im April 2023 wurde zudem im Ortsteil Zinnwald durch die rechtsextreme Partei Freie Sachsen ein Gedenkstein für die „Opfer des Corona-Terrors“ eingeweiht, der sich auf einem Privatgrundstück befindet. Die Errichtung führte zu verschiedenen Kontroversen.

## Kultur, Freizeit, Bildung, Sozialwesen

### Ortsbild und Bauwerke

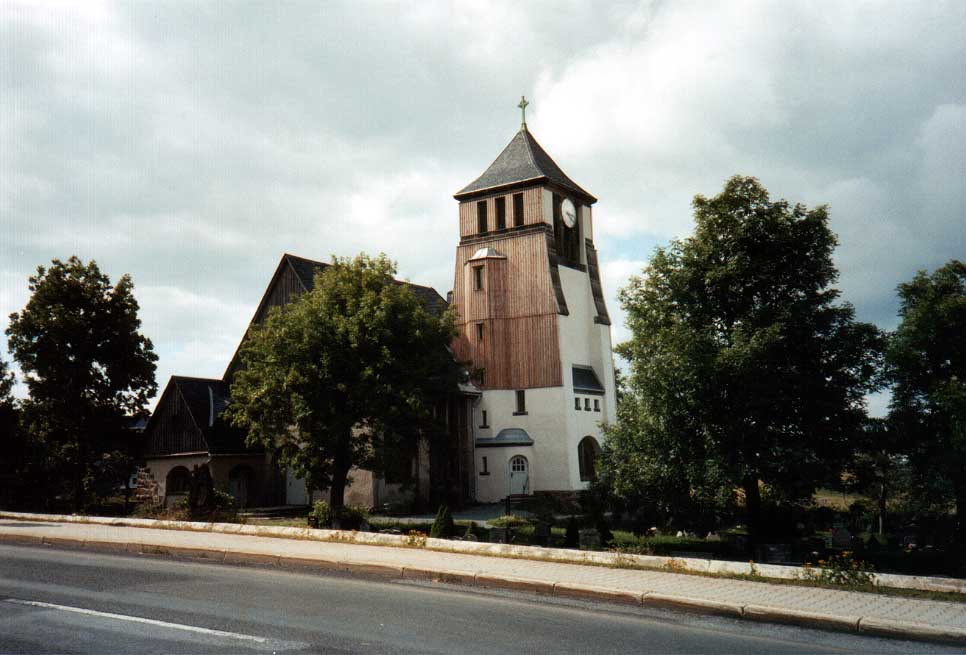
Exulantenkirche

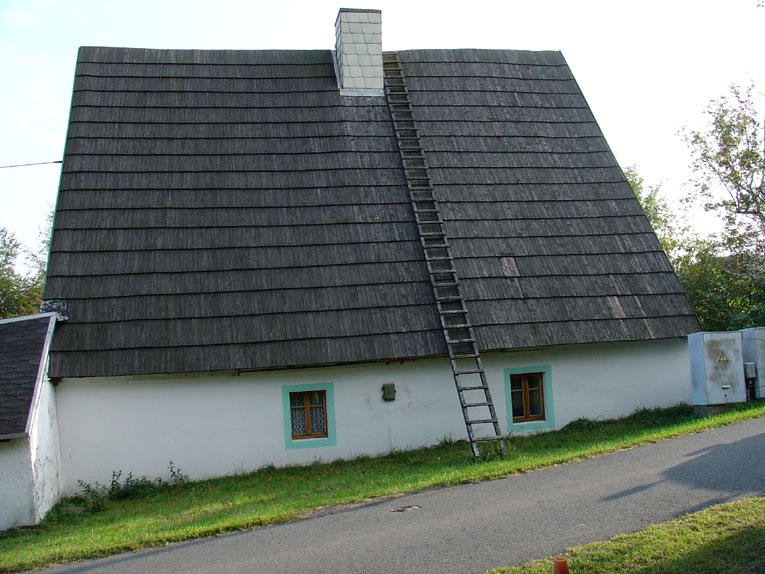
Typisches Haus mit Schindeldach und Leiter

Zinnwald stellt das typische Beispiel einer Streusiedlung, das heißt, einer nicht bäuerlichen und regellos entstandenen Kleinsiedlung, dar. Geschuldet war dies vor allem den naturräumlichen Bedingungen, die keine ertragreiche Landwirtschaft im Haupterwerb zuließen. Zudem waren die Ansiedler als Bergleute, Tagelöhner oder Handwerker auf sich allein gestellt, sodass auch das soziale Motiv zur Bildung einer (baulich eng zusammengerückten) Dorfgemeinschaft fehlte. Ganz im Gegensatz zu Zinnwald hat der Ortsteil Georgenfeld aufgrund der planmäßigen Anlage durch böhmische Exulanten ein geordnetes Siedlungsbild.
Die Grundsteinlegung der Zinnwälder Exulantenkirche erfolgte am 3. Juni 1908, die Glockenweihe am 22. Oktober 1908 und die Kirchweihe am 20. September 1909. Der Entwurf stammt von den Architekten Lossow und Kühne aus Dresden. Die Bergmannsbilder in der Kirche stammen von dem Dresdner Maler Paul Herrmann.
Aufgrund der fehlenden landwirtschaftlichen Prägung spiegeln Grundriss und Aufbau der Häuser sowohl in Zinnwald wie in Georgenfeld nicht die typischen Gehöftformen wider, wie sie in den tiefer gelegenen Dörfern zu finden sind. Statt Mehrseithöfen dominieren die sogenannten Einhäuser, die mit ihren starken Mauern Wohn- und Wirtschaftsräume unter einem Dach vereinen. Zum Schutz vor Bränden und Witterungsunbilden sind die Dächer ebenso wie die Giebel nicht mit Stroh, sondern meist mit Schindeln gedeckt.
Die Grumbtmühle ist eines der ältesten Bauwerke in Zinnwald. Die 130 Jahre alte Mühle ist trotz des hohen Alters noch in Betrieb und funktionstüchtig.
Der Grenzsteinhof war einst das Erbgericht von Georgenfeld und der Sitz des Gemeindeoberhauptes. Der jetzige Name stammt von einem alten Grenzwahrzeichen, das sich ca. 200 m südöstlich von ihm befand. Diese Steinsäule mit der Jahreszahl 1673 und dem kurfürstlich-sächsischen Wappen weist auf die damaligen Herren des sächsischen und böhmischen Zinnwalds hin, die Herren von Bünau und der böhmische Graf von Sternberg.

### Museen und Ausstellungen

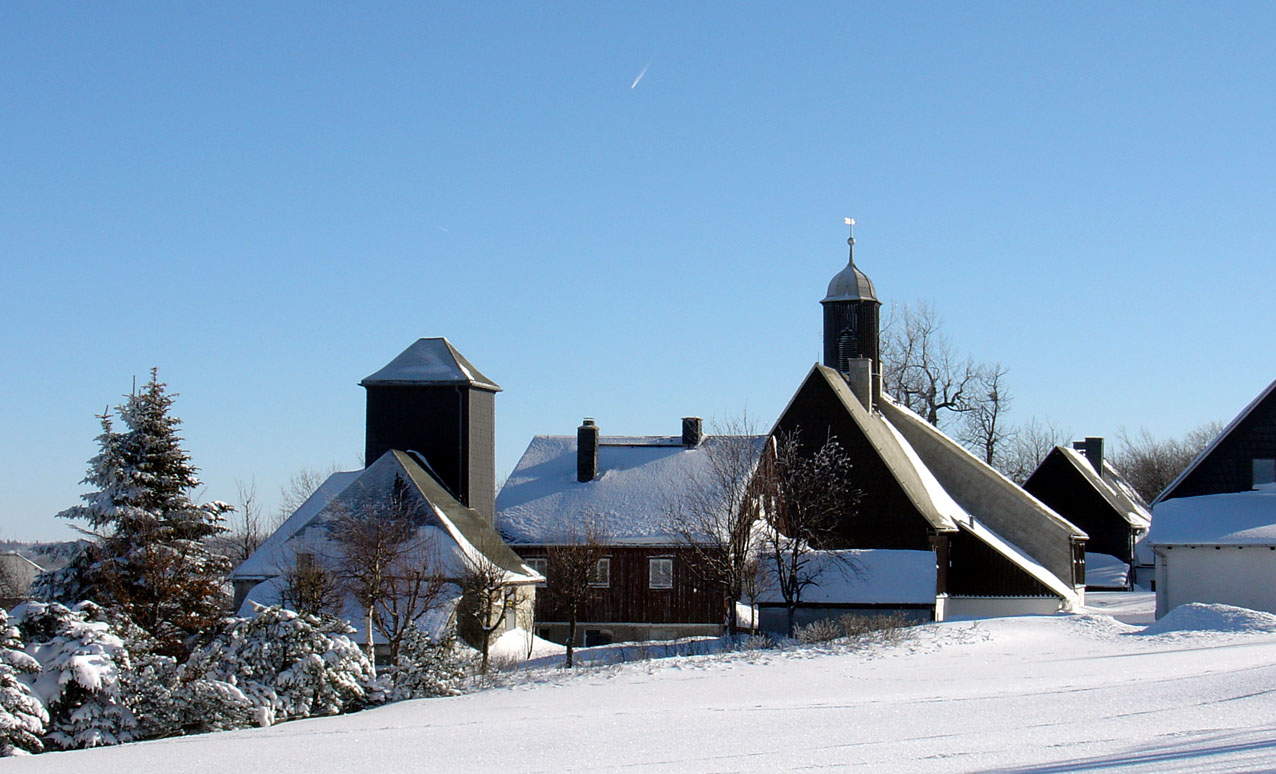
Museum Huthaus

- Besucherbergwerk Vereinigt Zwitterfeld zu Zinnwald

Das 1992 eröffnete Besucherbergwerk erschließt den Besuchern den 1686 von der Adelsfamilie von Bünau aufgefahrenen Tiefe-Bünau-Stollen. Imposant ist die durch Feuersetzen entstandene Reichtroster Weitung. Der knapp 3 km lange Rundgang führt unter Tage bis an die deutsch-tschechische Grenze.
- Bergbaumuseum Huthaus (aktuell geschlossen)

Das seit 1913 unter Denkmalschutz stehende Huthaus der Gewerkschaft „Vereinigt Zwitterfeld zu Zinnwald“ enthielt seit 1983 das Heimatmuseum des Ortes. Die Ausstellung informierte vor allem über die Entwicklung des Zinnbergbaus und den Alltag der Bergleute. Seit 2011 ist das Museum dauerhaft geschlossen. Eine Wiedereröffnung ist seit 2021 in Vorbereitung.
- Ewald Schönberg Galerie (im Huthaus, aktuell geschlossen)

Die ehemaligen Wohnräume des Hutmannes zeigten bis 2011 eine komplexe Sammlung von Werken des Malers Ewald Schönberg (1882–1949). Schönwald widmete sich in seinen Bildern vor allem der Darstellung von Menschen und Landschaften des Osterzgebirges.

### Naturdenkmale, Wanderwege und Lehrpfade

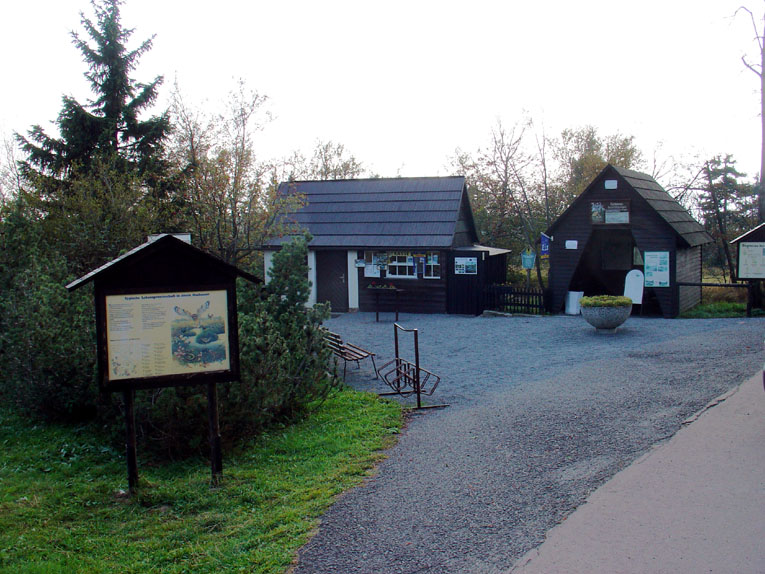
Eingang zum Naturschutzgebiet Hochmoor

- Grenzüberschreitender Bergbaulehrpfad, beginnend beim städtischen Museum in Krupka (deutsch Graupen), über die Burg Krupka zum Bergbaumuseum Starý Martin (Alter Martin), weiter auf den Berg Komáří vížka mit einem Blick auf České středohoří, bergabwärts über die Kapelle des heiligen Wolfgang (kaple sv. Wolfganga) zum Zinnwald (Cínovec), wo er von Zinnwald nach Altenberg weiterführt.
- Ein bekanntes Naturdenkmal in der Nähe ist das von Hans Marschner der Ältere erschlossene Georgenfelder Hochmoor.
- Zinnwald gehört zum Naturschutzgroßprojekt Geschützte Bergwiesen im Osterzgebirge.
- Skifernwanderweg Vogtland – Osterzgebirge (Skimagistrale Erzgebirge/Krušné hory – Osterzgebirgsloipe)

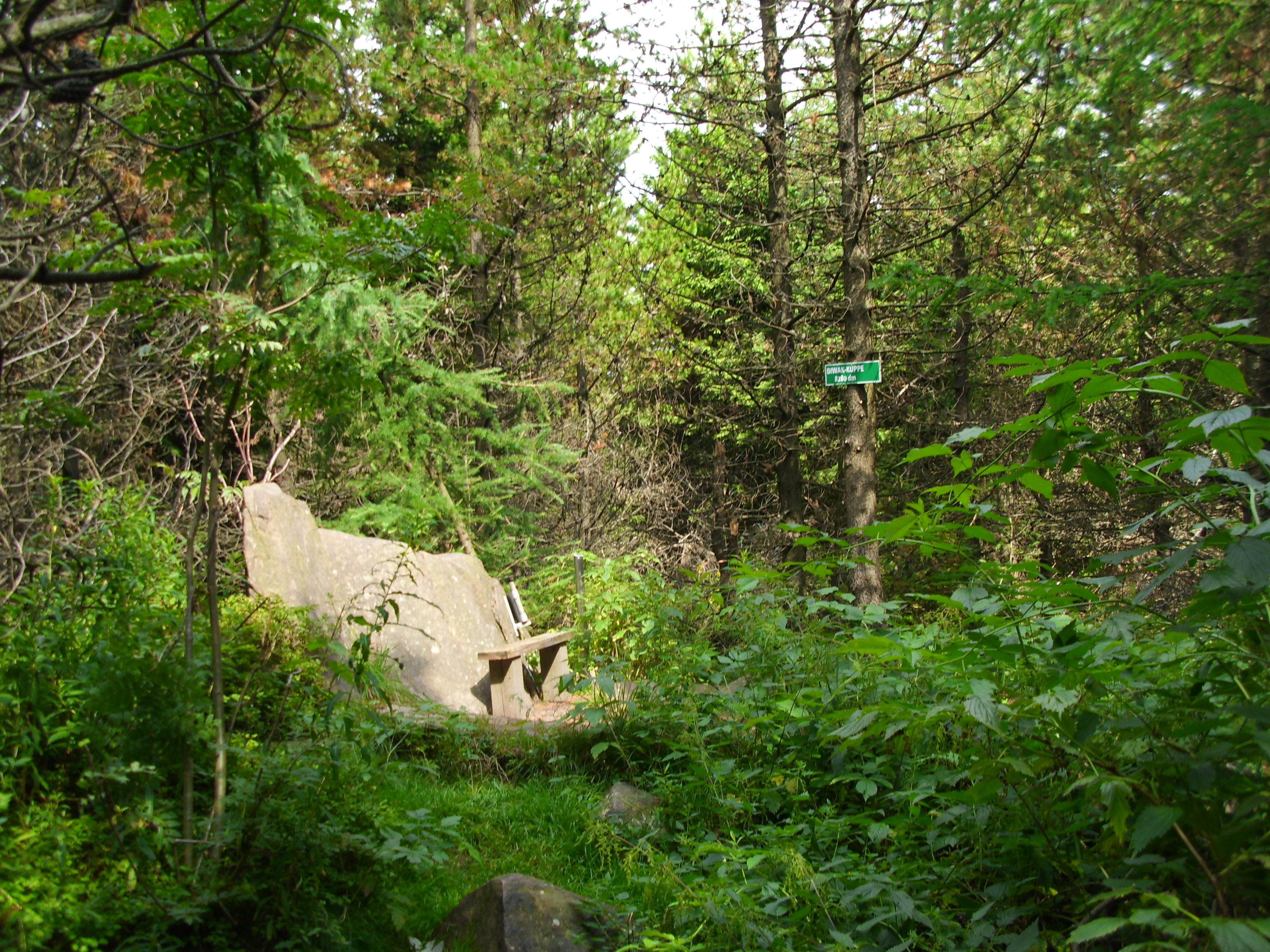
Biwak-Kuppe bei Zinnwald

### Öffentliche und soziale Einrichtungen
- Ortsverwaltung Zinnwald-Georgenfeld
- Bundespolizeiinspektion Altenberg
- Ortsteilfeuerwehr Zinnwald
- Kindertagesstätte Zinnwald

### Sport- und Freizeiteinrichtungen
- Biathlonstadion Hofmannsloch
- Jugendherberge Jägerhütte
- Jugendherberge Klügelhütte

Zinnwald war Austragungsort der Deutschen Meisterschaften im Sommerbiathlon 2009.

## Verkehr

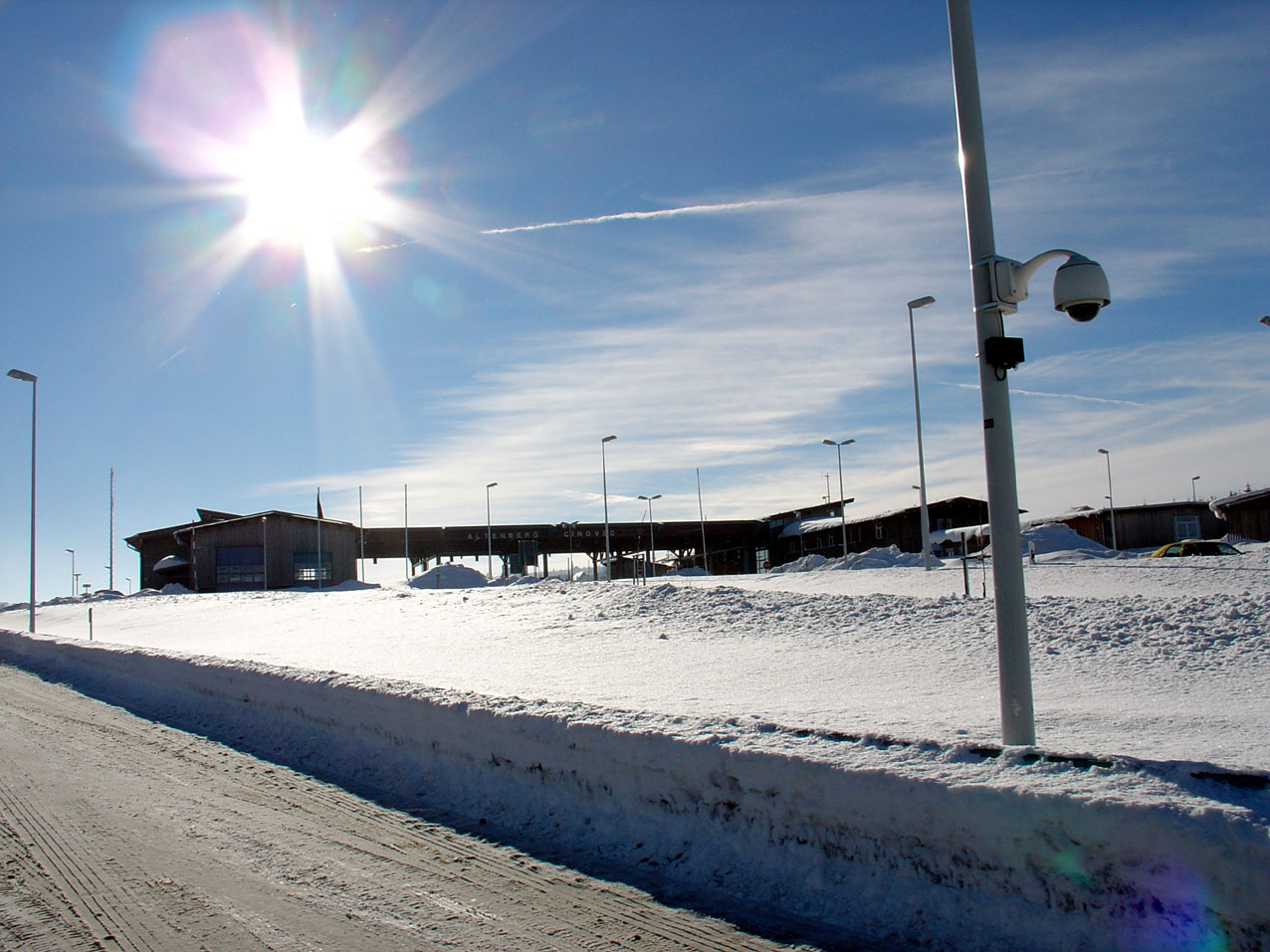
Neues Zollamt an der B 170

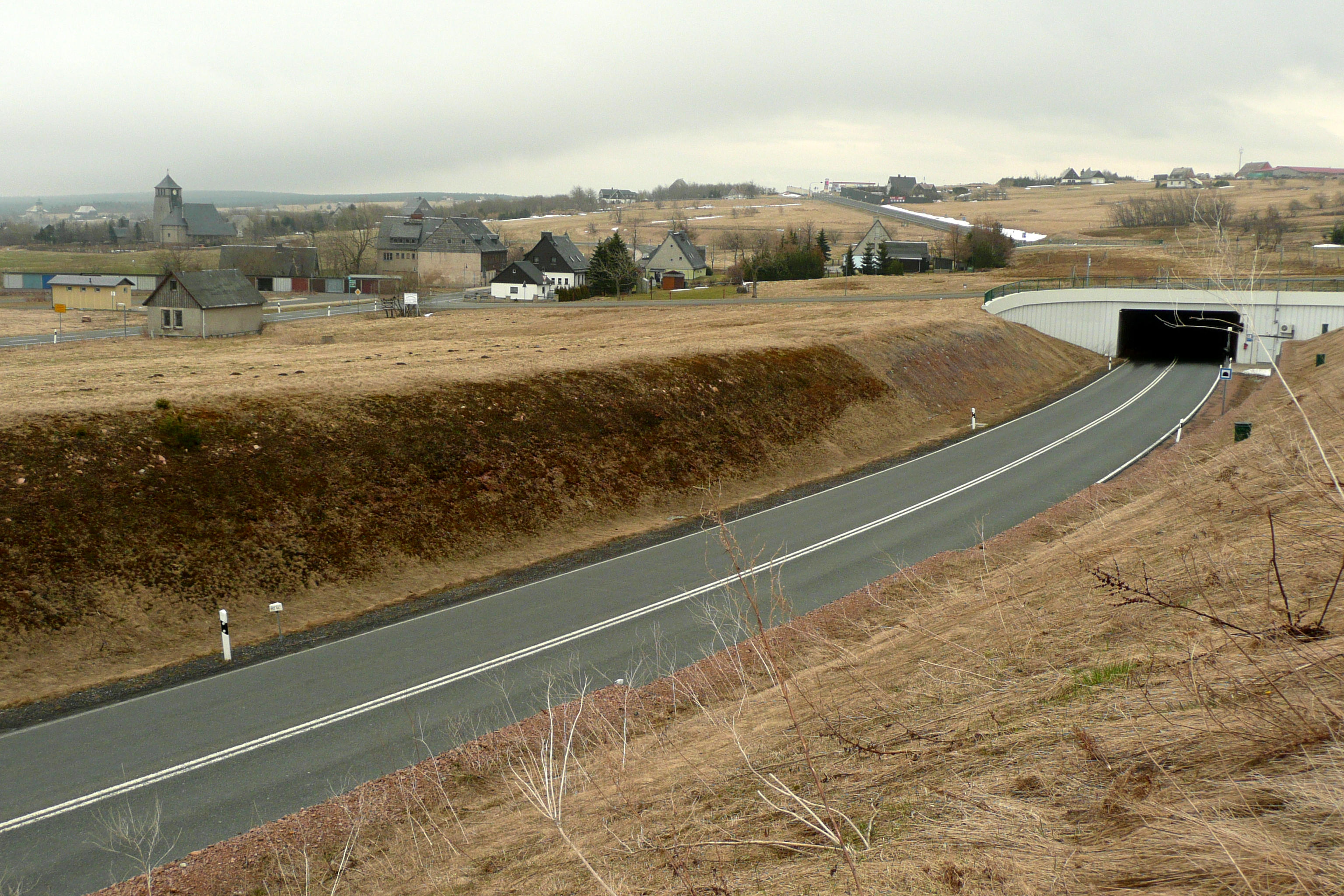
B 170 in Zinnwald

Die Gemeinde liegt an der B 170, die Dresden mit Prag verbindet (Grenzübergang). Der Dienst des Zolls und der Bundespolizei wurde mit dem 21. Dezember 2007 eingestellt. Seit diesem Zeitpunkt ist der Grenzübergang an der B 170 und der im Ortsteil Zinnwald für den Pkw-Verkehr ohne Kontrolle passierbar.

## Persönlichkeiten
- Rolf-Dieter Arens (* 16. Februar 1945), Pianist und Hochschullehrer
- Markus Ulbig (* 1. April 1964), Politiker

In Zinnwald-Georgenfeld sind mehrere bekannte Sportler aufgewachsen und leben in dem Ort:
- Manfred Beer (* 2. Dezember 1953 in Altenberg), Biathlet
- Eberhard Rösch (* 9. April 1954 in Karl-Marx-Stadt), Biathlet
- Katja Wüstenfeld, geb. Beer (* 10. Oktober 1976 in Dohna), Biathletin
- Romy Beer (* 14. Januar 1981 in Dohna), Biathletin
- Michael Rösch (* 4. Mai 1983 in Pirna), Biathlet

## Sport
In der DDR wurde Zinnwald zu einer so genannten Talenteschmiede des Biathlon ausgebaut. Am 15. Oktober 1956 wurde die SG Dynamo Zinnwald gegründet, die nach der Wende ins Landesleistungssportzentrum Altenberg umgesiedelt wurde, in dem auch noch (Skeleton, Rennrodel, Bob, Biathlon) trainiert werden. Im Jahre 1964 wurde ein neues Gebäude der Sportgemeinschaft in Zinnwald/Georgenfeld eingeweiht. Die Biathlon-Weltmeisterschaften fanden 1967 in der Region Zinnwald-Altenberg statt. Von 1965 bis 1968 prägten Sportler einer neuen Generation die Biathlonszenerie: Heinz Kluge, Hansjörg Knauthe, Horst Koschka und Dieter Speer. Letztgenannter errang den ersten Weltmeistertitel in der Geschichte des DDR-Biathlonsports – 1971 im finnischen Hämeenlinna. Bei den Olympischen Spielen 1972 in Sapporo schnitten die Zinnwalder mit herausragenden Ergebnissen ab: Hansjörg Knauthe erkämpfte sich eine Silbermedaille im Einzellauf und die beim Staffellauf gestarteten Sportler Hansjörg Knauthe, Horst Koschka, Joachim Meischner und Dieter Speer errangen Bronze. Damit war der Durchbruch zur Weltspitze gelungen.
Das Biathlonstadion „Hofmannsloch“ wurde 2005 umfassend ausgebaut, um die Voraussetzungen zu schaffen, eine Weltmeisterschaft wie bereits im Jahre 1967 auszutragen. Frank-Peter Roetsch begann seine Laufbahn in Zinnwald und erkämpfte sich zwei olympische Goldmedaillen 1988 in Calgary.